# Morti nel 79
| Questa pagina contiene informazioni ricavate automaticamente dalle voci biografiche con l'ausilio del template Bio e di un bot. L'aggiornamento è periodico e automatico e ricostruisce completamente la pagina. Se manca una persona in questa lista, sei pregato di non aggiungerla, ma accertati piuttosto che la sua voce biografica contenga il template Bio e che i dati anagrafici siano correttamente compilati. Se il template Bio manca, inseriscilo tu stesso o, in alternativa, metti l'avviso {{tmp\|Bio}} che ne segnala la mancanza. Se i dati riportati sono sbagliati, correggi direttamente la voce biografica; le modifiche saranno visibili in questa lista entro pochi giorni. Per chiarimenti vedi il progetto biografie. La lista contiene solo le 10 persone che sono citate nell'enciclopedia e per le quali è stato implementato correttamente il template Bio. Pagina aggiornata al 10 giu 2025. |

- 23 giugno - Vespasiano, imperatore romano (n. 9)
- 3 agosto - Aspreno di Napoli, vescovo e santo romano
- 25 agosto - Pomponiano, senatore romano
- 24 ottobre - Plinio il Vecchio, scrittore, naturalista e filosofo romano (n. 23)
- Aulo Cecina Alieno, magistrato romano
- Tiberio Claudio Balbillo, astrologo romano (n. 20)
- Drusilla, romana (n. 38)
- Drusilla di Mauretania, regina numida (n. 38)
- Giulio Sabino, condottiero gallo
- Gaio Giulio Sampsigeramo, architetto siriano